# Namesto tebe
Namesto tebe je edini EP skupine Pankrti, ki je izšel leta 1981 pri RTV Ljubljana.

## Seznam pesmi
| Stran A | Stran A        | Stran A |
| Št.     | Naslov         | Dolžina |
| ------- | -------------- | ------- |
| 1.      | „Namesto tebe‟ | 3:06    |
| 2.      | „Gospodar‟     | 5:05    |

| Stran B | Stran B           | Stran B |
| Št.     | Naslov            | Dolžina |
| ------- | ----------------- | ------- |
| 3.      | „Jak i glup‟      | 4:41    |
| 4.      | „Še zmeri mislim‟ | 1:58    |

## Sodelujoči
- Peter Lovšin — vokal
- Boris Kramberger — bas, vokal
- Slavc Colnarič — bobni
- Dušan Žiberna — kitara
- Bogo Pretnar — kitara
- Tone Dimnik-Čoč — bobni
- Srečo Papič — oblikovanje ovitka
- Polde Poljanšek — saksofon
- Vojko Flegar — fotografiranje